# TuS Jahn Soest
Der TuS Jahn Soest (offiziell: Turn- und Sportverein Jahn Soest 1888/1926 e.V.) ist ein Sportverein aus Soest. Die Tischtennismannschaft der Frauen spielte neun Jahre lang in der Bundesliga.

## Geschichte
Im Jahre 1888 wurde mit dem Turnverein Jahn Soest die Urzelle des Vereins gegründet. Mitarbeiter der Deutschen Reichsbahn gründeten im Jahre 1926 den Reichsbahn SV Soest. Mit dem Ende des Zweiten Weltkrieges fusionierten beide Vereine zum ETuS Soest. Nachdem die Deutsche Bundesbahn im Jahre 1972 ihr Werk in Soest geschlossen hat, nahm der Verein seinen heutigen Namen an. Neben Tischtennis bietet der Verein noch Fußball und Breitensport an.

### Tischtennis
Die Tischtennismannschaft der Frauen gehörte im Jahre 1981 zu den Gründungsmitgliedern der 2. Bundesliga West. Nach einer Vizemeisterschaft im Jahre 1983 hinter dem Post SV Düsseldorf wurden die Soesterinnen ein Jahr später Meister (Brigitte Dekein, Doris Haase, Gaby Sippel). In der folgenden Aufstiegsrunde zur Bundesliga setzte sich die Mannschaft gemeinsam mit dem TTV Rinteln durch und stieg in die Bundesliga auf. Dort waren die Soesterinnen als Vorletzter der Saison 1984/85 sportlich abgestiegen, profitierten aber dem Rückzug des Kieler TTK Grün-Weiß. In der zweiten Hälfte der 1980er Jahre ging es bergauf. 1989 wurden die Soesterinnen Dritter und ein Jahr später Vizemeister hinter der Spvg Steinhagen. Die Mannschaft fiel in den 1990er Jahren ins Mittelmaß zurück und musste 1993 wieder in die 2. Bundesliga absteigen. Drei Jahre später gelang der Wiederaufstieg (Wang Aimei, Jolanthe Bialas, Heike Hellhake, Christine Mettner), jedoch musste die Mannschaft als Tabellenletzter der Saison 1996/97 prompt wieder absteigen. 1999 gelang dann der dritte Aufstieg in die Bundesliga (in der Besetzung Wang Aimei, Christine Mettner, Bethan Daunton, Jolanthe Bialas, Heike Hellhake). Erneut folgte der direkte Wiederabstieg als Tabellenletzter mit 0:36 Punkten. Noch bis 2003 hielten sich die Soesterinnen in der 2. Bundesliga Nord, ehe die Mannschaft zurückgezogen wurde.

### Fußball
Die Fußballer des TuS Jahn Soest spielten von 1955 bis 1959, von 1961 bis 1965 sowie von 1974 bis 1976 in der Bezirksklasse. Größter Erfolg war der vierte Platz in der Saison 1961/62. Im Jahre 1989 stieg die Mannschaft aus der Soester Kreisliga A ab und verschwand in untere Spielklassen. Seit 2016 trat die Mannschaft in der Kreisliga D und damit der untersten Spielklasse an. Vier Jahre später stiegen die Jahn-Fußballer wieder in die Kreisliga C auf.

### Heimspielstätte – Jahnpark Nord
Am 5. August 1928 konnte die Sportanlage an der Werkstraße feierlich eingeweiht werden.
Seitdem ist der Jahnpark Nord mit einer Kapazität von 1000 Zuschauern die Heimspielstätte der Fußballer des TuS Jahn Soest. Es wird auf Naturrasen gespielt.
Das erste Meisterschaftsspiel fand am 29. Januar 1929 statt.
Der Pachtvertrag für das Gelände an der Werkstraße läuft im Sommer 2025 ohne Verlängerung aus.
Am 1. Dezember 2022 entschied der Sportausschuss der Stadt Soest über die Standortverlagerung des Fußballvereins zu einer zur Verfügung stehenden Fläche „Am Liebfrauenweg“.

## Persönlichkeiten
- Martin Adomeit
- Ilka Böhning
- Nicole Dekein
- Éva Ferenczi
- Katja Nolten
- Anke Olschewski
- Andrea Ullmann